# إزياسلاف الأول
الأمير ايزيسلاف الأول (1024 – 1078)  ابن يارسلاف الحكيم أمير توروف (1042 - 1052) والأمير المعظم في كييف منذ عام 1054.

## حياته
ولد عام 1024 وورث عن ابيه ياروسلاف الحكيم امارة توروف.
وتربع عام 1054 على عرش كييف، لكنه انهزم عام 1068 في الحرب مع أمير مدينة بولوتسك، فهرب إلى بولندا ليستعيد العرش عام 1069 بمساعدة البولونيين. طرده اخواه سفياتوسلاف وفسيفولود من كييف عام 1073 . فاستعان بملك بولندا بوليسلاف الثاني  وبابا روما غريغوري السابع وامبراطور روما المقدسة هينريخ، لكنه لم يتلق منهم دعما . في عام 1077 تواطأ مع اخيه فسيفولود ليتربع على عرش كييف ونجح في ذلك. لكنه قتل عام 1078 في معركة مع ابن اخيه اوليغ سفياتوسلافوفيتش.